# Pipunculus annulifemur
Pipunculus annulifemur är en tvåvingeart som beskrevs av Enrico Adelelmo Brunetti 1923. Pipunculus annulifemur ingår i släktet Pipunculus och familjen ögonflugor. Inga underarter finns listade i Catalogue of Life.